# Roseanne Barr
Roseanne Cherrie Barr (født 3. november 1952 i Salt Lake City) er en amerikansk skuespiller, komiker, forfatter, producer og politiker. Barr startede sin karriere i standupcomedy før hun fra slutfirserne medvirkede i Roseanne, en rolle som hun blandt andet modtog en Emmy og Golden Globe Award for. Serien kørte næsten et årti og fik en kort genoplivning i 2018.

## Udvalgt filmografi

### Film
- 1989: Hun-djævelen – Ruth Patchett
- 1990: Det er os der snakker – Julie, stemme
- 1991: Freddy's Dead: The Final Nightmare – barnløs kvinde

### Tv-serier
- 1988–97; 2018: Roseanne – Roseanne Conner